# 名古屋市立明倫小学校
名古屋市立明倫小学校（なごやしりつ めいりんしょうがっこう）は、愛知県名古屋市東区出来町にある公立小学校。

## 概要
名古屋市東区のほぼ中央部を学区とする公立小学校であり、1873年（明治6年）の第28義校開校をもってその始まりとしている。太平洋戦争直後の時期に近隣の山口国民学校と統合され、旭丘国民学校・旭丘小学校（旭丘小学校分校）となっていた時期もあったが、1971年（昭和46年）に名古屋市立明倫小学校として分離独立した。
学区は基本的に住宅地の色彩が強い。東区の中でも有数の工場地帯である矢田・大幸地区に隣接しているため、太平洋戦争時の空襲で学区東側の古出来地区を中心に被害を受けており、古新国民学校（当時）の校舎も全焼している。開校120周年にあたる1993年（平成5年）には校舎の全面改築工事が完工している。1991年（平成3年）に竣工した校舎玄関側の西壁面には学区内にある3両の山車が描かれていたが、平成21年の台風により剥がれ落ちてしまい現在は当時の様子をうかがい知ることができない。正面玄関はギリシャのパルテノン神殿を想像させる独特のデザインである。

## 沿革
記述にあたっては明倫小学校公式サイトの他、『校舎竣工・開校120周年記念学校要覧 明倫』・『開学130周年記念学校要覧』等を参照した。

### 年表
- 1873年 - 第28義校が学区内東界寺に開学。
- 1900年 - 名古屋市古新尋常小学校として現在の校地に開校する。
- 1922年 - 名古屋市古新尋常高等小学校となる。
- 1900年 - 名古屋市古新尋常小学校に戻る。
- 1941年 - 国民学校令により名古屋市古新国民学校に校名変更。
- 1945年 - 空襲により校舎全部が焼失する。
- 1946年 - 名古屋市山口国民学校と統合し名古屋市旭丘国民学校となる。
- 1947年 - 学制改革により名古屋市立旭丘小学校となる。
- 1948年 - 東白壁地区の一部と合併し名古屋市立旭白壁小学校となる。
- 1949年 - 校名が名古屋市立旭丘小学校に戻る。
- 1961年 - 旭丘小学校の分校として現校地に校舎ができる。
- 1970年 - プール完成。
- 1971年 - 名古屋市立明倫小学校として独立開校する。
- 1973年 - 開学100周年。校歌制定。校歌は松田好夫作詞・水野久一郎作曲。
- 1990年 - 校舎全面改築開始。
- 1991年 - 改築後校舎使用開始。
- 1993年 - 校舎屋上プールなど完成、改築校舎竣工。

## 教育方針
教育目標として「心身ともに健康で、ゆたかな情操を持ち、自らがもつ力を発揮する子の育成をめざす。」とし、
1. 強く明るい子
2. 心ゆたかな子
3. 力いっぱいできる子

の育成を目指している。

## 児童数
明倫小学校公式サイトの記載から抜粋。（2017年5月1日現在）
| 学年 | 1年 | 2年 | 3年 | 4年 | 5年 | 6年 | めいりん | 合計 |
| ---- | --- | --- | --- | --- | --- | --- | -------- | ---- |
| 学級 | 2   | 2   | 1   | 2   | 2   | 1   | 2        | 12   |
| 児童 | 55  | 46  | 40  | 49  | 50  | 32  | 2        | 274  |

教職員数は、校長以下教諭・学校事務職員などを合わせて約20名となっている。

### 児童数の変遷
『愛知県小中学校誌』（1998年）によると、児童数の変遷は以下の通りである。
| 1971年（昭和46年） | 628人 |  |
| 1977年（昭和52年） | 501人 |  |
| 1987年（昭和62年） | 446人 |  |
| 1997年（平成9年）  | 313人 |  |

## 学校行事など

### 学校行事
明倫小学校公式サイト内「平成24年度行事予定」から抜粋。特徴としては、授業参観の回数が多い（年度内に6回）ことがあげられ、そのうち1回は通常は休校日である土曜日に授業を行い振替休校日を設定している。
| - 1学期 - 4月 入学式、1学期始業式、授業参観（2年-6年）、遠足 - 5月 修学旅行（6年）、授業参観（1年）、家庭訪問 - 6月 授業参観（土曜日実施） - 7月 授業参観、1学期終業式 | - 2学期 - 9月 2学期始業式、運動会 - 10月 中津川野外学習、観劇会、授業参観 - 11月 学芸会 - 12月 個人懇談会、2学期終業式 | - 3学期 - 1月 3学期始業式、授業参観 - 2月 授業参観 - 3月 卒業を祝う会、卒業式、終了式 |

## 通学区域
- 名古屋市東区

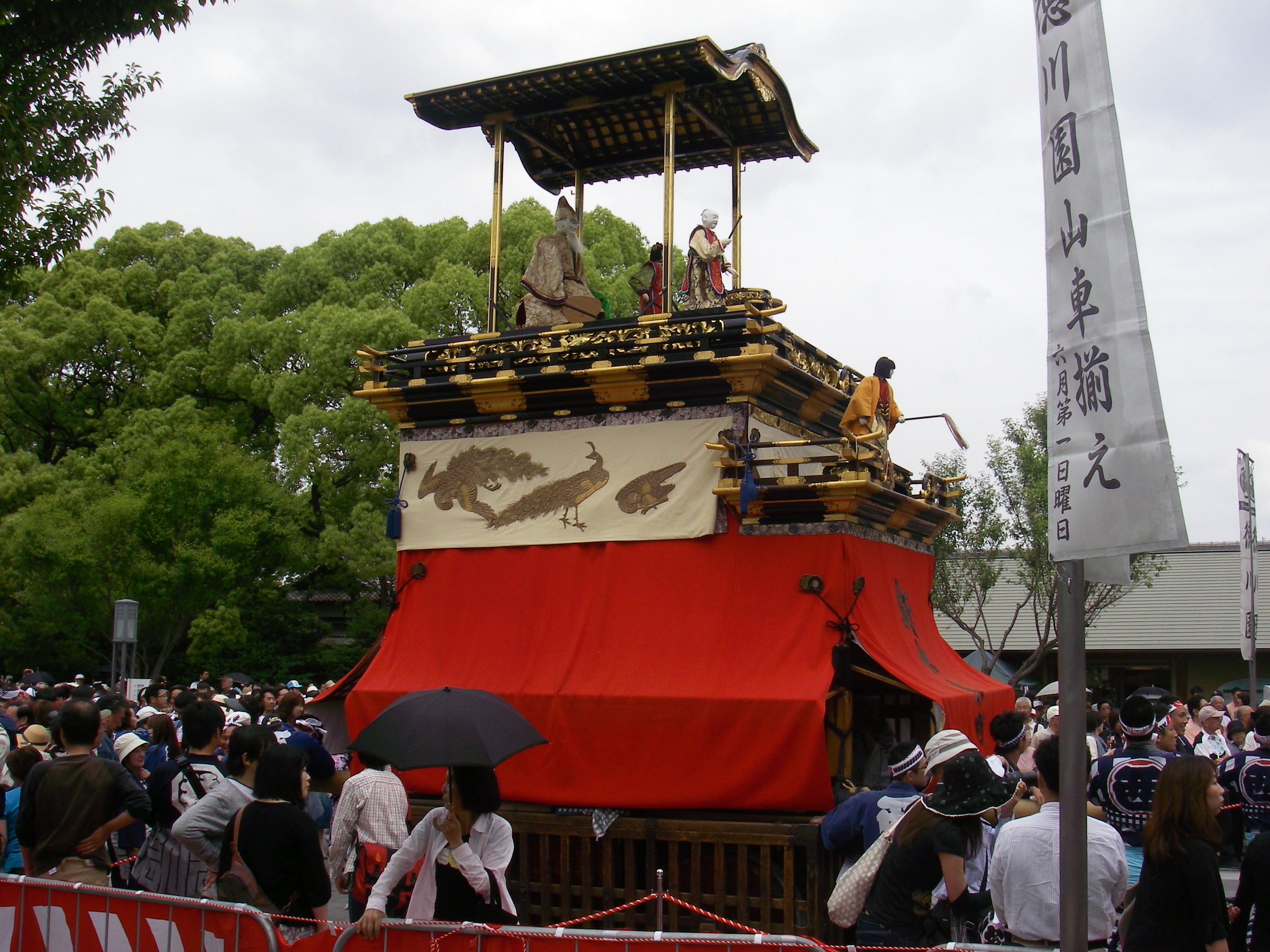
鹿子神車（西之切）

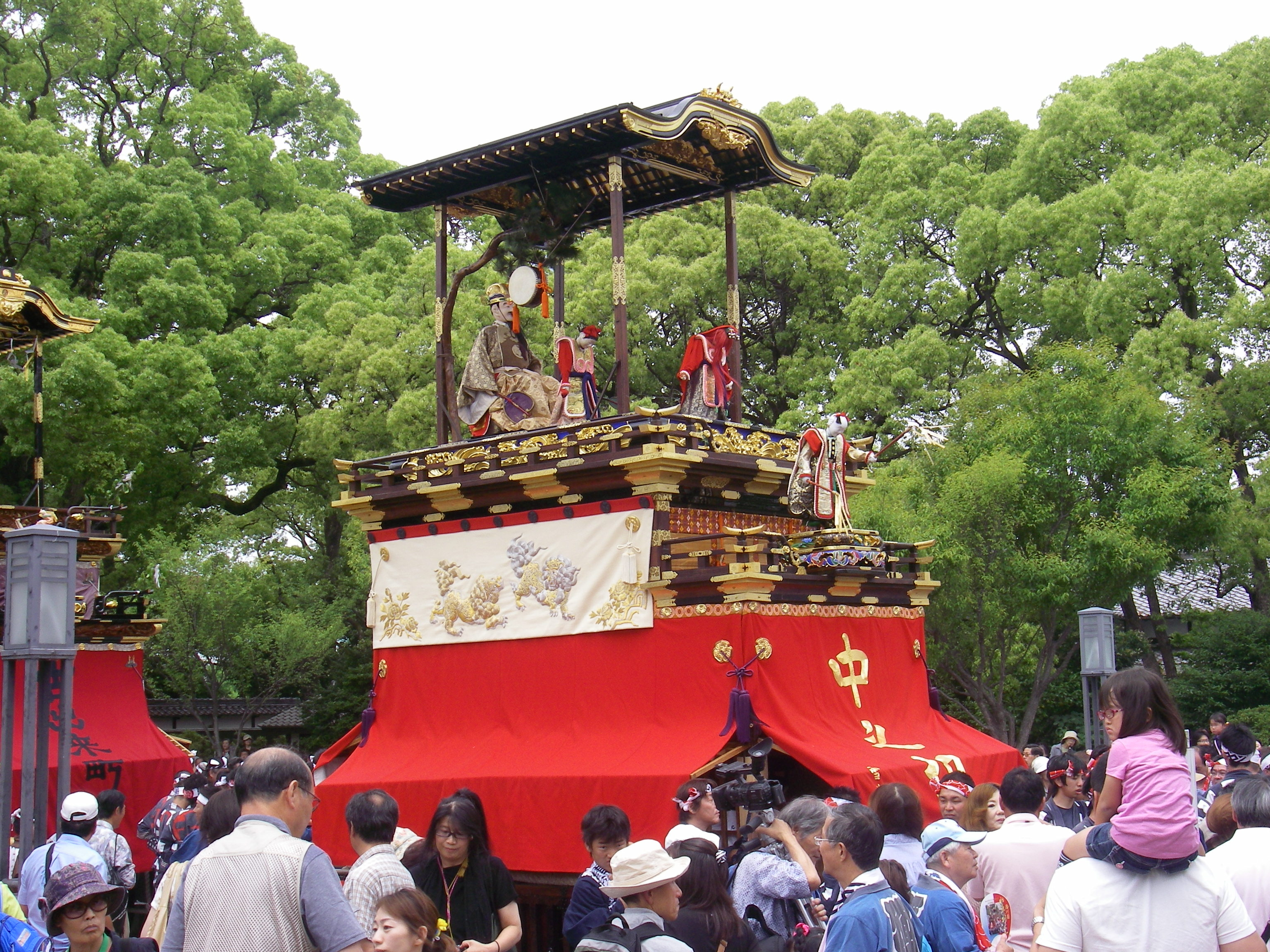
河水車（中之切）

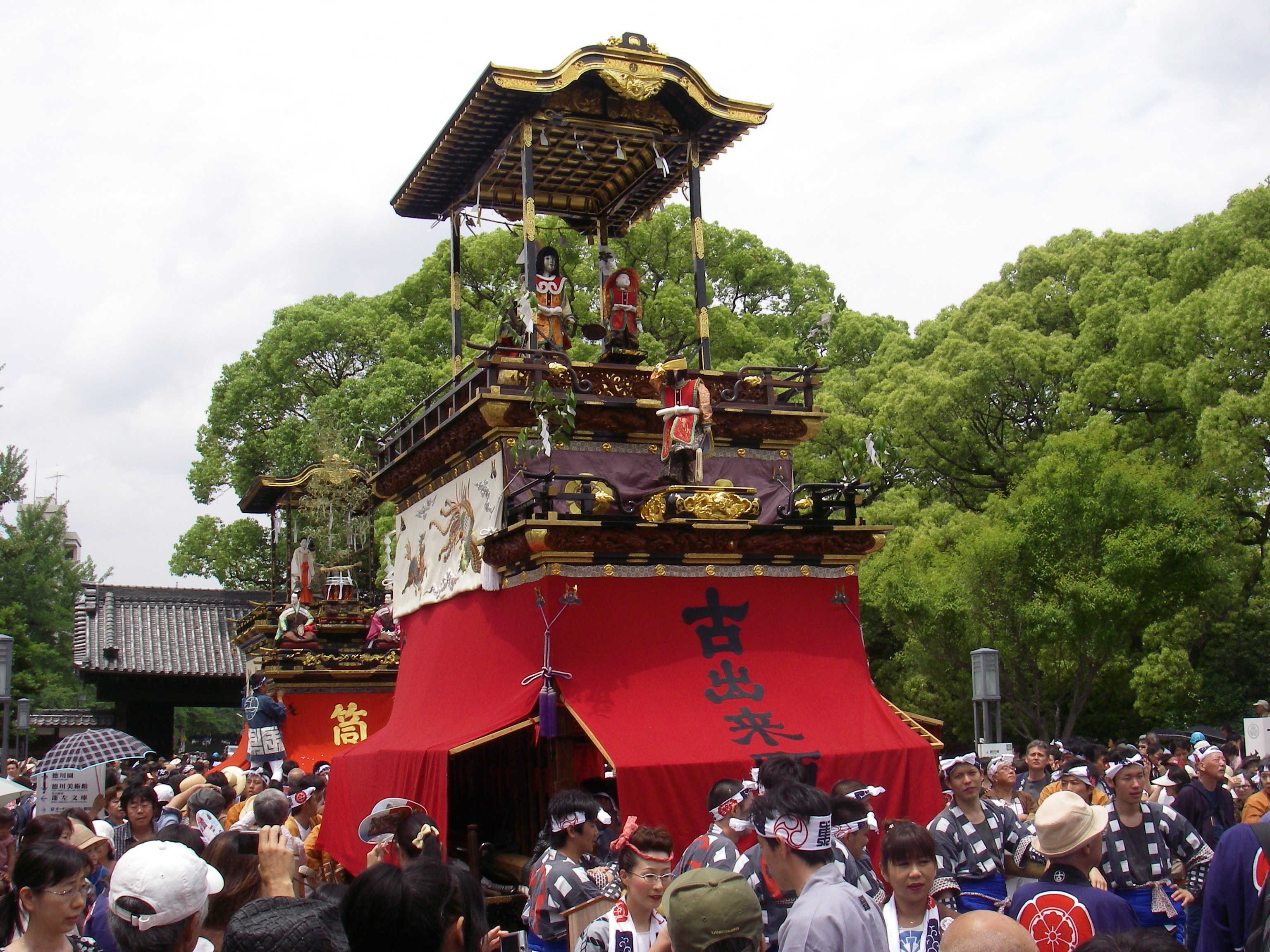
王羲之車（東之切）

  - 大松町・古出来一丁目・二丁目、新出来一丁目・二丁目、出来町一丁目・二丁目・三丁目、明倫町の全部
  - 矢田南一丁目の一部

当学区は全域にわたって住居表示が実施された地域である。なお明倫町は住居表示実施に際して学区名が町名とされたものである。
2010年（平成22年）国勢調査によると、学区の面積は0.472km2、世帯数は2602世帯、人口は5490人であり、名古屋市東区の9公立小学校区においていずれも最小である。2005年国勢調査時においては世帯数2127世帯、人口4623人であり、比較すると世帯数は22.3%増、人口は18.8%増と高い伸びを示している。学区内は基本的に住宅地であり、基幹バスが走る出来町通が東西に走り、JR中央本線や名古屋市道赤萩町線が南北に走っている。鉄道駅は学区内にはない。
学区内には3両の山車があり、毎年6月第1土曜日・日曜日に行われる出来町天王祭ではこれらの山車が学区内を練り歩く。3両の山車（鹿子神車・河水車・王羲之車）は、開校120周年に合わせた校舎改築時には校舎西壁面（正面玄関横）に壁画として描かれていたが、2012年6月現在では当該壁画は失われ、通常の壁面となっている。
※記述にあたっては、『名古屋の町（大字）・丁目別人口（平成22年国勢調査）』行政区別統計表を参照した。

### 隣接する公立小学校区
いずれも名古屋市立の小学校である。
- 旭丘小学校（東区） - 当学区の北西側、明倫小学校と2校で名古屋市立桜丘中学校区を構成する。
- 矢田小学校（東区） - 当学区の北東側。
- 大和小学校（千種区） - 当学区の東側。
- 筒井小学校（東区） - 当学区の南側。

### 進学先中学校
名古屋市では公立学校選択制が導入されていないことから、明倫小学校を卒業した児童の公立中学校進学先は名古屋市立桜丘中学校となる（進学時に学区の変更を伴う転居などがない場合）。

### 学区内の主な施設
カッコ内は当該施設が所在する地区名である。
- 徳源寺（新出来一丁目）
- 東界寺（出来町三丁目）
- 愛知県立旭丘高等学校（出来町三丁目）
- 愛知県立旭陵高等学校（出来町三丁目）
- マックスバリュ徳川明倫店（明倫町）

なお、3両の山車蔵はそれぞれ新出来一丁目（鹿子神車）・出来町三丁目（河水車）・古出来一丁目（王羲之車）にある。

## 交通
- 名古屋市営バス 徳川園新出来停より徒歩5分。
- 東海旅客鉄道（JR東海）中央本線 大曽根駅南口より徒歩12分。